# Младош
Младош је насељено место у граду Високо, Босна и Херцеговина.

## Становништво
|        | 2013.      | 1991.      | 1981.      | 1971.       |
| Укупно | 0 (0,000%) | 0 (0,000%) | 2 (100,0%) | 17 (100,0%) |
| Срби   | –          | –          | 2 (100,0%) | 17 (100,0%) |